# International Mercantile Marine Company

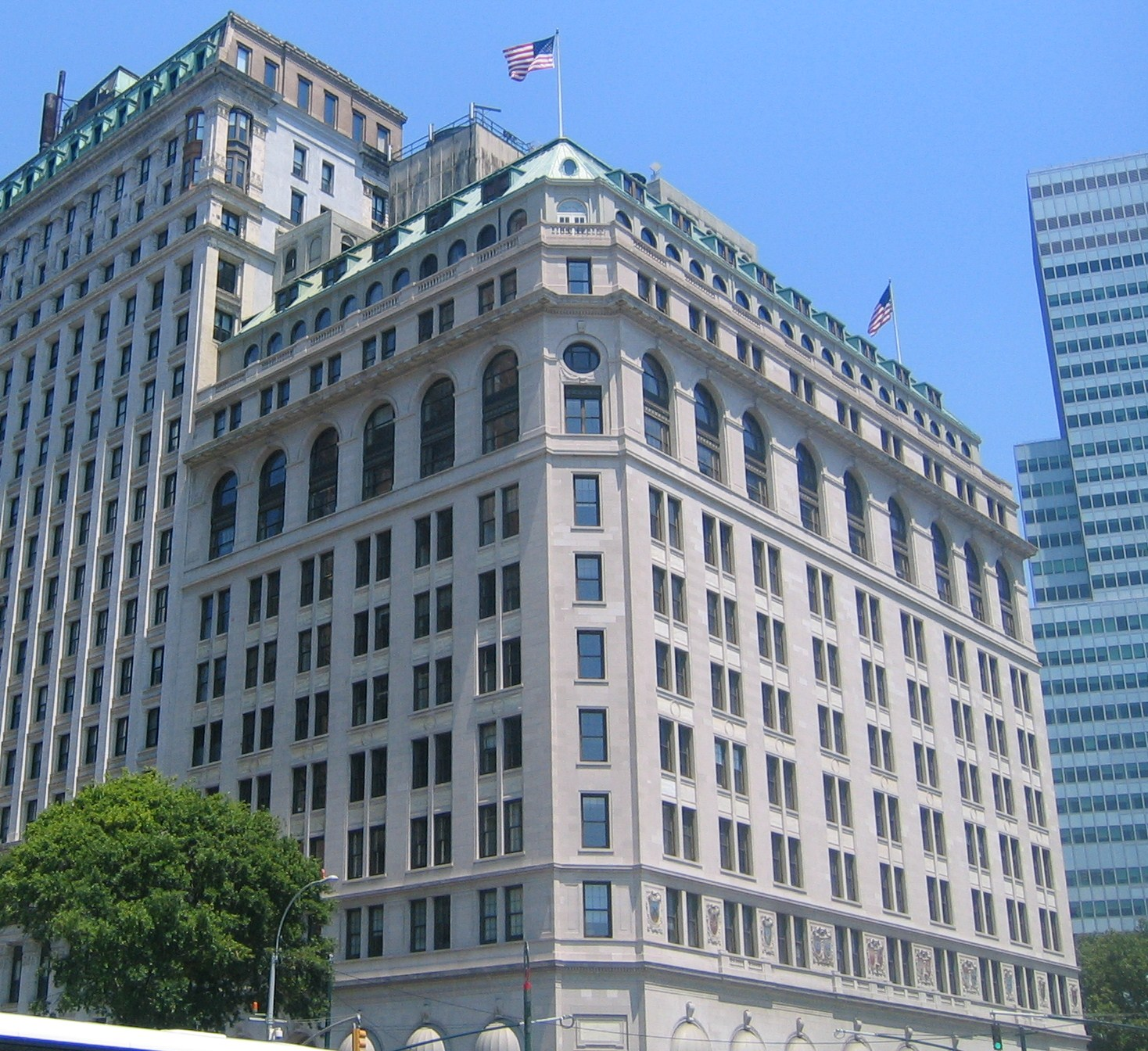
Het oude hoofdkantoor van IMMC in New York

International Mercantile Marine Company (IMM) was een Amerikaanse rederij van 1902 tot het faillissement in april 1915. De Eerste Wereldoorlog stelde de feitelijke ondergang jarenlang uit, maar in 1931 werden de laatste activiteiten van het rederij conglomeraat overgenomen door de United States Lines.
IMM werd op 1 april 1902 opgericht met de Amerikaanse rederij International Navigation Company als basis. President was C.A. Griscom en hij werd financieel gesteund door de machtige bankier J.P. Morgan. IMM begon met een agressieve overnamestrategie en diverse Britse en Europese rederijen werden overgenomen, waaronder de White Star Line, Dominion Line en Atlantic Transport Line. Verder werden het Nederlandse Holland-Amerika Lijn en het Belgische Red Star Line opgenomen. Al deze rederijen behielden hun eigen naam, maar met de schepen werd wel geschoven tussen de diverse rederijen.
De Britse regering was niet gecharmeerd van de Amerikaanse rederij. Zij vreesde dat de rederijen Amerikaans management zouden krijgen. De Cunard Line kreeg daarom een lening tegen zachte voorwaarden om twee nieuwe schepen te bouwen. Verder werd het contract voor het postvervoer verlengd en de vergoeding fors verhoogd om de zelfstandigheid van Cunard Line te garanderen.
IMM liet ook nieuwe schepen bouwen waardoor de capaciteit op de Noord-Atlantische route sterk toenam en de tarieven onder neerwaartse druk kwamen te staan. De overnames en investeringen holden de financiële positie van het bedrijf uit. Op 15 april 1912 zonk de Titanic, het vlaggenschip van de White Star Line (IMM). financiël was dit geen grote klap, maar het verlies aan mensenlevens had een negatieve weerslag op het vertrouwen in de rederij. JP Morgan overleed op 31 maart 1913 waardoor het bedrijf een belangrijke bankier verloor. In april 1915 werd IMM failliet verklaard. De afwikkeling duurde lang mede omdat de oorlog was uitgebroken. De Holland America Line kwam in 1917 weer los van IMM en de White Star Line volgde in 1926 na de overname door de Royal Mail Steam Packet Company. In 1931 werden de laatste activiteiten van IMM overgenomen door de United States Lines.

## Naslagwerken
- (en)  J.P. Morgan and the Transportation Kings — The Titanic and Other Disasters. Auteur: Steven H. Gittelman. Uitgever: University Press of America, 2012, ISBN 978 0 7618 5850 8
- (en)  A Study In Merger: Formation Of The International Mercantile Marine Company. Auteurs: Thomas R. Navin en Marian V. Sears. Uitgever: Business History Review 1954 28(4), p. 291-328